# Mateusz Szczypiński
Mateusz Szczypiński (ur. 8 maja 1998 we Wrocławiu) – polski koszykarz występujący na pozycjach rozgrywającego, rzucającego obrońcy, niskiego skrzydłowego od 2021 zawodnik Muszynianki Domelo Sokoła Łańcut.

## Osiągnięcia
Stan na 25 września 2022.

### Drużynowe
- Mistrz:
  - I ligi (2022 – awans do EBL)[1]
  - Polski:
    - kadetów (2014)[2]
    - młodzików (2012)
- Wicemistrz Polski juniorów (2014)
- Brązowy medalista mistrzostw Polski juniorów (2016)[3]

### Indywidualne
- MVP mistrzostw Polski kadetów (2014)[2]
- Zaliczony do I składu mistrzostw Polski:
  - juniorów starszych (2018)[4]
  - juniorów (2016)[3]
- Lider strzelców mistrzostw Polski juniorów (2016)[3]

### Reprezentacja
- Mistrz Europy U–20 dywizji B (2018)[5]
- Uczestnik:
  - mistrzostw Europy:
    - U–18 dywizji B (2016 – 6. miejsce)
    - U–16 (2014 – 15. miejsce)

  - European Youth Olympic Festival (2013)